# 吉備人出版
株式会社 吉備人（きびと）は日本の出版社。

## 概要
正式な社名は「吉備人」であり、「吉備人出版」という呼称は通称である。主に岡山県に関する本を出版しているが、ジャンルは歴史や文化、社会をはじめ自然科学、生活・家庭、教育、芸術など多岐にわたる。発行している書籍は岡山県だけでなく、全国の書店でも購入可能である。代表の山川隆之が伊勢新聞記者からリビングおかやまの編集長を経て1995年に独立して設立。